# 山岡士郎
山岡 士郎（やまおか しろう）は、雁屋哲原作花咲アキラ作画の漫画作品及びそれを原作とするアニメ、テレビドラマ、映画『美味しんぼ』に登場する架空の人物。

## 概要
本作の主人公で、東西新聞社文化部記者（東西新聞社文化部編集室第三課）。稀代の芸術家にして美食家である海原雄山と、その妻・とし子（旧姓：山岡）の間に生まれた1人息子である。豆腐と水の味を判断する試験に合格したことで、同じく試験に合格した栗田ゆう子とともに東西新聞社創立100周年記念事業「究極のメニュー」担当者に抜擢され、その食に対する知識や能力によって数々の問題を解決していく。
のちに栗田ゆう子と結婚し、長男・陽士（ようじ）、長女・遊美（ゆみ）の二卵性双生児、さらに二女・遊璃（ゆり）が生まれ、3児の父となった。

## 人物

### 略歴
初登場時の年齢は27歳で、後の話では「30過ぎ」とされている（『30過ぎたらみんなオヤジだ』という理由でオヤジ狩りに遭った）。三流大学を何度も浪人して入学し、留年を重ねる。その後、東西新聞社に就職。

### 人物像
同僚からの評価
第1巻第1話では、同僚の花村典子から「文化部の厄介者」「社内でも変わり者扱い」と評された。また、第21巻『カジキの真価』での二木まり子いわく「わが社始まって以来のグータラ社員」「遅刻欠勤の多さは会社一」「出勤しても居眠りばかり」。だが同時にまり子に、「野放図で鈍にみえるくらい社会の枠組みから外れた自由な精神の持ち主で、それでいて物事の一番大事な根っこの部分をつかんでいる人間」とも評された。
栗田ゆう子からは「食べ物のことになると突然クソまじめになる」と言われた（第8巻『スープと麺』）。当初は年内に発表予定だった「究極のメニュー」を何年も引き延ばしたとして、大原社主からは給料泥棒などと罵られている。
風貌の変化
初期は無精ヒゲを生やして他人を寄せつけない雰囲気を持っていたが、徐々に険が取れて怠慢な部分が強調され、性格も穏やかなものになっていった。
連載中期からは眉毛が極太になっている。これは父の雄山も同様。
身なり
出社時は常に喪服と類似する黒のスーツと黒のネクタイで、初期はサスペンダーを着用しており、ネクタイもかなり緩めである。初期はプライベートでも同様の服装であったことから、ゆう子に「同じ服ばっかり」とからかわれた事もある。現在はプライベートでは私服である。
行動の変化
独身時代は金銭感覚が乏しく、競馬などギャンブルを好み、借金が膨れ上がったことで会社にまで取り立てに押しかけられていたが、後にそうした面は見られなくなった。
酒好きで二日酔いが頻繁だったが、結婚後は少なくなり、子供が生まれてからは完全になくなっている。
学生時代
中学生時代、士郎は父親の海原雄山に料理の知識を徹底的に叩き込まれたため、専門職顔負けの料理の腕と知識を持っている。
高校時代は「ただ飯研究会」に所属。大学時代は冒険探検部に籍を置いていたが、活動には参加せずコンパにのみ参加し、金を払わず酒だけ飲んでいた（第8巻『スープと麺』）。
親譲りの性格
海原雄山の才能を受け継ぎ、食ばかりでなく陶芸を含めた芸術に対する知識や感覚も鋭いものを持っていることが作品の随所で描かれている。性格的に頑固な一面と毒舌な発言をするところなども父親に似ているが、過去の確執（後述）から雄山への敵対心も含んだ対抗意識が非常に強い。一方で開き直りも早く、京極からは「失敗や敗北を肥やしにできない」と評された（第87巻『切れあじこそ”味”』）。
正義感が強く、権力に一切媚びることがない。そのため理不尽だと思ったら立場など一切構わず相手に食ってかかり、しばしばトラブルを起こす。その相手が業界に大きな影響を持つ有力者であったり、東西新聞に圧力をかけることのできる企業家であるため、たびたび窮地に追い込まれるが、持ち前の食の知識を生かして相手を説得ないし敬服させるという話のパターンが多い。ただし、相手にしょっちゅう喧嘩を売る割に喧嘩は非常に弱く（周囲が腕っ節の強い者ばかりである事もあるが）、文化部女性陣や大原社主などいつも手荒くされ、ぼろぼろになっている。
会社員としての能力
様々なトラブルや知人の問題を解決して、実際に当事者からも感謝をされるなど（各エピソードで、彼が語る、根拠や薀蓄は常に専門家顔負けである）、柔軟な対応が求められる場面では活躍している。一方で事務的な作業（記事を書いている等）の描写は少なく、社内にいる時は居眠りをしたり、競馬新聞とにらめっこする等の描写も多い（取材等にはよく出かける）。このように普段の怠けぶりから出世とは全くの無縁であり、小泉から「万年平社員」呼ばわりされたりしている。ただ、一介の平社員でありながら大原社主に対しても「へい、おはようさん」といった挨拶をしても咎められず、大企業の社長や著名な文化人、料理人、果ては副総理との直接のコネクションを持ち、なおかつこれらの人物に軽口を叩くことを相手に許容されている。それゆえに相手にお構いなしにしたり顔で相手をからかったりすることもあるが、度が過ぎると本気で相手の逆鱗に触れることもある（第78巻『副部長、受難・・・』）。
恋愛
恋愛事や女性に対する感覚が非常に鈍いのはゆう子との結婚に至る顛末でもわかる。結婚までの間、二木まり子など士郎に恋愛感情を抱いた女性が数人出てきたが、全くと言って良いほど関係は発展しなかった。ゆう子からは当初「鈍い」だったが、後に「鈍感男」と言われ、果ては「世界一の鈍感男」と表現されていた。他の登場人物の恋愛問題も当然士郎は気付かないが、状況を確認するとたいていゆう子から「山岡さんはいいの」や「おだまり」、「関係ない」と一言で言いきられてしまう。それを示すように、おマチ婆ちゃんや大学の先輩、大原社主から女性にもてない旨の発言が聞かれる。しかしその割に、ゆう子とは別の女性（友達の妹など）との怪しい関係もちらほら見られたり、「女子大生をまいらせる手なら任せなさい」と言って髪をかき上げる（第19巻『韓国風お好み焼き』）など、プレイボーイ的描写も見られる。
結婚観
結婚観については、当初雄山との関係が影を落としていて、雄山と母親が不幸な関係だと思いこんでいたから結婚はしないと頑なだったが、思いを寄せていた栗田ゆう子らの粘り強い行動で、自分自身は新しい家庭像を描くとし、ゆう子と結婚する決心をした。結婚した現在でもお互いを名字に「さん」付けで呼んで（TVアニメではゆう子に対しては「栗田くん」と呼んでいた）おり、下の名前を呼び合ったことはわずかである。
また、子を持つことについては、結婚してからも雄山との親子関係の確執が原因でしばらくは否定的であり、「俺は子供なんか持たないほうがいい・・」とか、「生まれてくる子供を不幸にしてしまうかもしれない・・」という強迫概念にとらわれていて、子供ができても幸せな親子関係を築く自信がなかった（第68巻『待望の赤ちゃん!!』、『父と子』）。しかし、チヨや沢野重一からの海原夫妻の中にあった「夫と息子の違い」等の話を受け、生まれてくる子供と良い関係を築く決心をした。
住居
東京都中央区月島に夫婦親子5人で在住。結婚前は雑居ビル「グランドビル」屋上のペントハウスに住んでいた。ここには業務用さながらの厨房器具一式が備えられ、手入れが行き届いていた専門店顔負けの調理器具が揃えられていた。しかし、プライベートの部屋は乱雑そのものだった。
趣味
登場当初は競馬好きだった。出社してからも競馬場に行くほどのめりこんでいたが、雄山との料理対決に完膚なきまでに敗北してからは一切止めた（第5巻『もてなしの心』）。それでも競馬中継をテレビで見るシーンがある。第18巻『生肉勝負!!前編』『続、生肉勝負』にあるように一時期解禁していたが、それ以降馬券を購入することは再び止め、競馬番組だけは現在も見ている。
音楽はジャズを好む。オーディオマニアとしての描写も見られ、レコードプレーヤーのカートリッジにこだわるほどの、重度のマニアぶりを披露する。
コンピュータにも興味があり、インターネットが普及する前からニフティサーブでの情報収集を提案していた。熱狂的なMacintosh派でMicrosoft Windowsをはじめとするマイクロソフトのオペレーティングシステムは毛嫌いし、「MS-DOSではなくSM-DOSだ」と非難している。
好きな作家は水上勉で、太宰治と三島由紀夫は大嫌い。自動車は日本車、特に旧車を好む節があり、ホンダ・1300クーペSを見かけた際はとっさにタクシーを降り駆け寄ったほど（第88巻『情熱！のお弁当論』）。輸入車には否定的だが、メルセデス・ベンツやBMW、ロールスロイスといった高級車に関しては「よくわからない」と言及している。
運動は得意ではないが、ラグビーチームに入っている他、プロ野球とサッカーも観戦を好む。野球は東西新聞社の野球部に所属してプレーしている。一回目の試合では背番号8でエラーとデッドボール、二回目の試合では背番号51で三振という記録がある。なお、以前はサーフィンを嫌っていたが、挑戦した時に見事ボードの上に立つことができてからは見方を変えたようである。
食の嗜好
食の好みに関しては日本食が主だが、中華料理も好む。食材について好き嫌いはほとんどないが、幼少期は卵と牛肉が食べられなかった。これは士郎の嗅覚が生まれつき鋭敏だったことによるが、雄山の調理法により克服した（第68巻『父と子』より）。ラーメンは「カン水とうま味調味料の臭いがする（実際はうま味調味料は無臭である）」、吟醸酒は「吟醸香が苦手になった」との理由で、あまり好きではない（作者自身が、これらが苦手になった事実を反映させたもの。キャラである士郎は、嫌いというほどではない）。但し、かん水と化学調味料を使わずに作ったラーメンは好んで食べている。
調理法にも一家言をもっており、以前は冷やし中華を「あんなものに中華の名を使ってほしくない」というほど嫌いだったが、雄山が冷やし中華を罵倒した際には冷やし中華の肩を持ち、最後は雄山に冷やし中華を料理と認めさせることに成功する。
酒は日本酒・ウイスキー・ワイン・焼酎など何でも飲む（吟醸酒以外）が、ビールに関しては麦芽とホップのみのもの、きちんとした製法で作ったオールモルトビール（特にヱビスビール）しか飲まず、米やトウモロコシなどのデンプン系の副原料を一部使用したピルスナー系のビール、ドライビール、発泡酒・リキュール（発泡性）・その他の醸造酒の類は「舌の上にピラミッドどころか電柱すら立たない」と全く飲む気もしない。日本酒も酒類審議会や大メーカーが適当に級種ラベルを貼っているだけの得体の知れないニセ酒は飲まない。
食に関しての考え方は突然宗旨替えをすることがあり、多くはその理由を明らかにせず、従来からその考えだったかのような言動をとる。以下、その実例を示す。
- カレー粉の香り付けに関して「使う半分だけ炒めれば炒めたことで引き出される香りと損なわれる香りの両方が楽しめる」（第12巻『日本風カレー』より）と主張していたが、第24巻「カレー勝負』では「炒めることで香りを引き出す」との料理人の主張に驚愕するなど、この発言自体をしていない前提で話が進む。
- コメの輸入自由化問題については当初反対の立場だった（第16巻『飯の友』より）が、第36巻『日米コメ戦争』ではかつての自身の主張をそのまま論じる輸入反対論者に対してあからさまに困惑の表情を見せたり、国産米の残留農薬問題から一部肯定している。
- サラダへのドレッシングは「何もかけない方が美味い」（第5巻『サラダと美容』）と主張したが、第34巻『サラダ勝負』の冒頭では、一転してドレッシングを肯定した。ただし作中の究極対至高の対決でサラダについて探求した結果、最低限の味付けが良いと移行し、前の主張に近いものへと回帰した。

## 海原雄山との関係
雄山が自らの芸術のために母を犠牲にしたことで死に追いやったと思い込み、雄山とは長く絶縁状態だった。雄山と母親の関係は誤解だと周りがいくら説得しても頑として受け入れず、士郎の「10代は親父の美食の犠牲になった」という言葉、「おふくろを殺したのはあの海原雄山だ！」等の捨て台詞から雄山を憎んでいた気持ちがはっきりとわかる（第1巻『ダシの秘密』、第47巻『病の秘密』など）。ただし雄山の考えが正しければ素直に共感して支持することもあった（良三が舌を大切にする料理人であるにも関わらず、喫煙していたことを雄山に激怒されたときは、士郎も良三が悪いと認めていた）
後に真相は異なることが判明するものの、小学館『ビッグコミックスピリッツ』（2008年5月12日発売号）及び第102巻『究極と至高の行方』まで歩み寄りは無かった。それは、士郎が長年抱き続けた雄山に対する敵愾心と亡き母親への憐憫の情によるコンプレックスから心に傷を負っていることにより、和解できなかったと窺い知ることができる（第18巻『焙じ茶の心』、第44巻『心の傷』他）。
また、ゆう子や谷村部長など周囲の特に親しい人間は雄山と士郎の間にいくつもの共通点をみており、それが2人の和解が今まで難しかった原因であることを見抜いていた。そして士郎は雄山と過去を乗り越え、父子はついに真の和解を果たすこととなる（小学館『ビッグコミックスピリッツ』2014年第21号）。
第111巻でついに和解を果たし、雄山を「父さん」と呼ぶようになった。
少年時代
少年時代の士郎は雄山に押し込まれた美食倶楽部で真面目に仕事をしており、進藤にも士郎が一番熱心だったと言わしめるほどで、雄山も士郎に対して何でも教えてくれた。ただし2回同じ事を聞くと殴られた様である。そのため、士郎は殴られないように教えられたことを何冊ものノートに書き留めており、保管してあったノートが再度見直されることもあった。
高校生のころから唐山陶人の家で過ごすことが多く、大学時代は別のところで下宿していた。母の死去後に海原家を飛び出す際（原作では大学生の時、ドラマ版では高校生の時）海原雄山の絵画や陶器を全て破り捨て、破壊している。被害総額は数千万円から数億円とされる。ただし、雄山が幼少時の士郎のために作った食器類は別の所に保管され、全て無事であった。
山岡姓について
名字の「山岡」は母の旧姓であり、通称ではなく戸籍上もそうだと思われる。どのような法手続を経て改姓したかは不明であるが、母方の親戚筋の養子となっていた可能性がある（父方の親類の話は一度も話題に出た事が無いが、第9巻「新妻の手料理」で母方の親類に叔父がいると話している）。なお、「氏の変更届」は、現実では家庭裁判所の許可が必要なので相当な理由がなければ受理されない。士郎の場合、雄山との確執であるため、受理されない可能性が高い。また、ゆう子との結婚前、ゆう子の両親に「海原雄山とは縁を切っていて、法的にも無関係である」旨の発言をしているが、現実には実の血縁関係にある親子が法的に縁を切る方法は特別養子縁組以外に存在しない（この特別養子縁組は基本的に家庭裁判所の判断を要する上、年齢制限により確執が生じて出奔した時点では既に特別養子縁組を行う要件を士郎は満たしていない）。これは作中の士郎と雄山の思い込みの可能性があり、戸籍上の養子縁組に出された扱いとして士郎が美食倶楽部などの相続権を有していると思しき描写もある（中川チヨがその旨を指摘している）。
親子対決について
初期の雄山との対決では士郎が勝つことも多かったが、雄山の過去や性格・態度における改善が見られるにつれて次第に勝てなくなり、「究極VS至高」の対決では雄山に勝ちを譲ってもらう、もしくは実質的な助け舟を出してもらうか、審査員の贔屓目がないと勝てないようになってしまった。しかし、雄山が時折独り言などで士郎を認める発言もしている。テレビドラマ『新・美味しんぼ3』ではスカウトした料理人の協力によって勝利している。
第76巻『雄山の危機』で、士郎が僅かに「おやじ…」と雄山を呼ぶ声で回復に至った他、第82巻『家庭のおやつ自慢大会』の時に周囲に気づかないくらい、さらっと「親父」と言っていたこともあった。
美食倶楽部について
美食倶楽部には第11巻『魚の醍醐味』まで足を踏み入れる場面が無かったが、次第に姿を現す回数が増えていき、中川夫妻を訪ねたり、雄山の代わりに料理の指揮を執るまでになった（第76巻『雄山の危機』他）。中川夫妻を初めとする美食倶楽部の調理人、従業員からは今も「士郎様」「若」と慕われており、それらの人々は雄山との断絶後に入った者も含めて、士郎が雄山と和解し、美食倶楽部に戻ってくる日を心待ちにしている。

## 演じた声優・俳優
- 井上和彦 - アニメ
- 千葉繁 - パイロット版
- 唐沢寿明 - テレビドラマ
- 松岡昌宏 - テレビドラマ新章
- 佐藤浩市 - 映画版